# Падурени (Арђеш)
Падурени (рум. Pădureni) насеље је у Румунији у округу Арђеш у општини Сусени. Oпштина се налази на надморској висини од 252 m.

## Становништво
Према подацима из 2002. године у насељу је живело 182 становника, од којих су сви румунске националности.